# Ahmadu Tall
Ahmadu Seku o Ahmadu Tall (1836-1898, Sokoto, Nigeria septentrional.) fue el segundo y último gobernante del Imperio tuculor en la África occidental.
Reemplazando a su padre, al-Ḥājj ʽUmar, en 1864, Ahmadu gobernó un gran imperio centrado en el antiguo reino bámbara de Segu, en lo que hoy es Malí. En 1887 fue forzado a abandonar Segu y aceptó el estatus de protectorado francés. Para 1891 la mayoría de sus fortalezas habían sido capturadas.
- Datos: Q2740187
- Multimedia: Ahmadu Tall / Q2740187